# سياسات أفغانستان

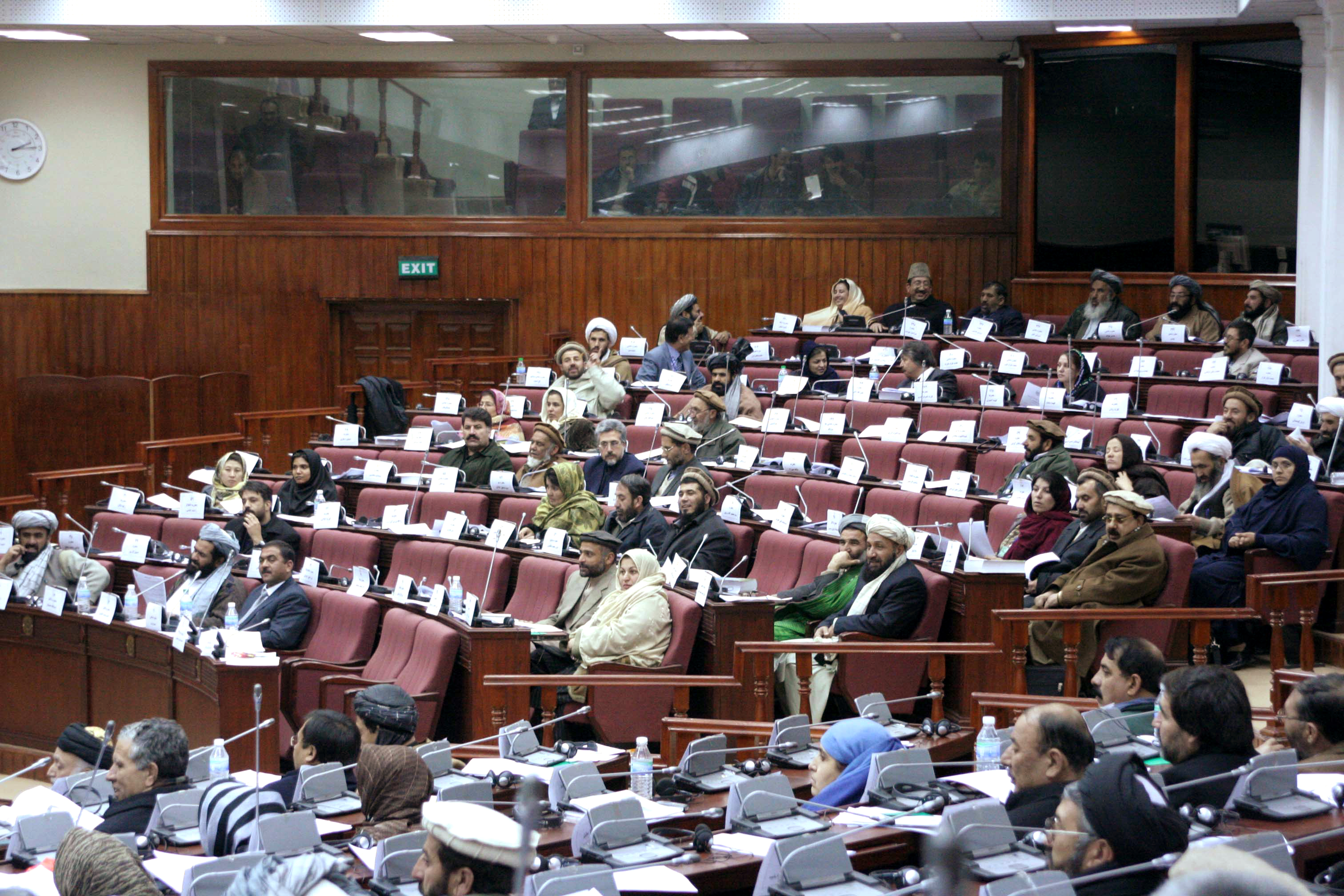

تتألف سياسات أفغانستان من مجلس الوزراء، وحكّام الولايات، والجمعية الوطنية، مع رئيس يشغل منصب رئيس الدولة والقائد الأعلى للقوات المسلحة الأفغانية. يقود البلاد حاليًا الرئيس أشرف غاني والذي يدعمه نائبان هما عبد الرشيد دستم وساروار دانيش. في العقد الماضي، تأثرت سياسات أفغانستان ببلدان الناتو، بالأخص الولايات المتحدة، في محاولة لتحقيق الاستقرار والديمقراطية في البلاد. في عام 2004، اعتُمد دستور جديد للدولة وانتُخب رئيس تنفيذي. في العام التالي، أُجريت انتخابات عامة لاختيار أعضاء البرلمان.
أُعلِن حامد كرزاي أول رئيس دولة منتخب ديمقراطيًا في أفغانستان عام 2004، وفاز بفترة ولاية ثانية مدة خمس سنوات في عام 2009. الجمعية الوطنية هي الهيئة التشريعية الوطنية في أفغانستان، وهي هيئة ثنائية المجلس؛ تتألف من مجلس الشعب ومجلس الشيوخ الأفغاني. انتُخبت أول هيئة تشريعية في عام 2005، وانتُخبت الهيئة الحالية في عام 2010. عيّن الرئيس أعضاء المحكمة العليا ليشكلوا السلطة القضائية. بشكل مجتمع، يهدف هذا النظام الجديد إلى توفير مجموعة جديدة من الضوابط والموازين التي لم تشهدها البلاد سابقًا.

## تاريخ موجز
تاريخيًا، تألفت العملية الحكومية في أفغانستان من صراعات على السلطة، وانقلابات، وانتقالات غير مستقرة للسلطة. خضعت البلاد لأنظمة حكم مختلفة، من ضمنها الملكية والجمهورية والثيوقراطية والدكتاتورية والموالية للشيوعية.
- 1709 - أسس مير ويس هوتاك سلالة الهوتاكي في قندهار وأعلن أفغانستان (أرض الأفغان) دولة مستقلة.
- 1747 – أسس أحمد شاه دوراني إمبراطورية دوراني وأضاف إليها مستوطنات جديدة.
- 1838 - غزت الهند البريطانية الأرض خلال الحرب الإنجليزية الأفغانية الأولى وبدأت في التأثير على سياسة أفغانستان.
- 1919 - استولى الملك أمان الله خان على العرش بعد الحرب الإنجليزية الأفغانية الثالثة، وانتهى النفوذ البريطاني.
- 1973 - استولى محمد داود خان، رئيس الوزراء وأحد أعضاء العائلة المالكة، على السلطة أثناء زيارة الملك محمد ظاهر شاه لإيطاليا.
- 1978 - اغتيال داود خان وعائلته خلال ثورة ثور، استولى الحزب الشيوعي «الحزب الديمقراطي الشعبي الأفغاني» على السلطة.
- 1979 - اغتيال الرئيس نور محمد تاراكي، زعيم الحزب الديمقراطي الشعبي الأفغاني، وحل محله حافظ الله أمين. ثم تعرض أمين للاغتيال وغزا الاتحاد السوفيتي البلاد. ووُضع بابراك كرمل رئيسًا جديدًا.
- 1987 – حل الرئيس محمد نجيب الله مكان كرمل، وبدأت البلاد تشهد بعض الاستقرار.
- 1989 – سحب الجيش السوفيتي جميع القوات من البلاد. وأُغلقت السفارة الأمريكية.
- 1992 - استقالة الرئيس نجيب الله ووقوع كابول في أيدي فصائل المجاهدين. أصبح برهان الدين رباني زعيم دولة أفغانستان الإسلامية الجديدة وبدأت حرب أهلية.
- 1996 - أُعلِن محمد عمر، مؤسس إمارة أفغانستان الإسلامية، قائدًا للمؤمنين في قندهار، وبدأت قوات طالبان التابعة له في احتلال الأجزاء الشمالية من البلاد.
- 2001 – غزت الولايات المتحدة وقوات التحالف أفغانستان وأطاحوا بحكومة طالبان. أُعلِن حميد كرزاي زعيمًا للإدارة المؤقتة الأفغانية في المؤتمر الدولي المعني بأفغانستان المعقود في ألمانيا.[1]
- 2003 – تبنى لويا جيرغا دستورًا جديدًا يعيد هيكلة الدولة لتكون جمهورية إسلامية.
- 2004 - انتخاب حامد كرزاي رئيسًا لأفغانستان.
- 2014 - انتخاب أشرف غاني رئيسًا لأفغانستان، وأصبح عبد الله عبد الله الرئيس التنفيذي للبلاد.